# لوس أنجلوس
لوس أنجلوس (بالإنجليزية: Los Angeles) يرمز لها اختصارًا بـ .L.A، هي أكبر مدن ولاية كاليفورنيا وتقع جنوب غرب الولاية على ساحل المحيط الهادي بالولايات المتحدة، وهي ثاني أكثر مدن الولايات المتحدة اكتظاظاً بالسكان بعد مدينة نيويورك، تعد المدينة مقر مقاطعة لوس أنجلوس وتبلغ مساحتها 1290.6 كم2، تعتبر المدينة إحدى أهم المراكز الثقافية، والاقتصادية، والعلمية في الولايات المتحدة.
اسم المدينة مأخوذ من اللغة الإسبانية، وهو بمعنى «الملائكة» وهذا الاسم هو اختصار لاسمها الأسباني "Pueblo de Nuestra Señora la Reina de Los Ángeles del Río de Porciúncula" ومعناه الحرفي «قرية السيدة العذراء ملكة ملائكة نهر بورسيونكولا»، انضمت لوس أنجلس كمدينة إلى ولاية كاليفورنيا الأمريكية في 4 أبريل 1850، وهي أكبر مدن مقاطعة لوس أنجلوس، استناداً إلى الإحصائية الرسمية لعدد سكان الولايات المتحدة الأمريكية لعام 2000، عدد سكان لوس أنجلس 3.69 مليون نسمة، بالرغم من أن الإحصائية التقديرية التي أجريت في 1 يوليو 2004 أظهرت أن عدد السكان هو 3.85 مليون نسمة، أما اخر إحصاء رسمي اجري سنة 2008 أوضح ان سكان «لوس أنجلس» بلغ 3,833,995 بعد أن كان 11,500 نسمة سنة 1887.
الجدير بالذكر أن المدينة استضافت الألعاب الأولمبية مرتين، في عامي 1932 و1984 كما أنها استضافت المباراة النهائية في كأس العالم 1994.

## تاريخ المدينة
سكن خليج لوس أنجلوس عبر آلاف السنين كل من قبائل التونغفا والتشوماش، قبل أن يكتشفها الأوروبيون سنة 1542 حين قام البرتغالي جواو رودريغيز كابريلو بأول استكشاف للمنطقة، ثم أستوطن الأسبان المنطقة بعدما قام عدد من المبشرين القادمين من الجنوب باستيطان المنطقة بعد قيامهم بمهمتين تبشيريتين في 1771 و1797، وهكذا تأسست قرية «لوس أنجلوس» سنة 1781 بتعداد 40 نسمة (8 أُسر)، وبعد احتلال كاليفورنيا من طرف المكسيك المستقلة حديثا عن إسبانيا آنذاك سنة 1822 تنازلت عنها سنة 1848 بعد هزيمتها في الحرب أمام الولايات المتحدة الأمريكية، عندها أصبحت مدينة لوس أنجلوس عاصمة لمقاطعة حملت نفس الاسم سنة 1850 ولم تكن عندها سوى قرية صغيرة كعدة قرى في الغرب الأمريكي تحتوي على عدة منازل ومقاهي وقاعات ألعاب وطرق غير معبدة. 
و في سنة 1876 تم بناء سكة الحديد التي ربطت المدينة بمدن أخرى من كاليفورنيا وتم ربط المدينة بساحل المحيط الهادي في سنة 1885. وقد زاد نمو المدينة الاقتصادي والعمراني حينها بسبب انتشار زراعة الحمضيات وخصوصا البرتقال وقد زاد عدد السكان من 2300 عام 1860 إلى 50000 سنة 1890 ثم إلى 100000 سنة 1900.
ثم أدى اكتشاف بئر نفط قريب من المدينة مطلع القرن العشرين إلى موجة هجرة جديدة إلى المدينة. وهكذا توسعت المدينة بسرعة وتمدد العمران إلى القرى المجاورة. وفي نفس الفترة ازدهرت الصناعات وخصوصا صناعة الطائرات بفضل شركتي دوغلاس ولوكهيد، وتحولت السينما إلى صناعة مزدهرة ومركزها حي هوليوود. واستمرت المدينة في توسعها العمراني إلى ان وصلت إلى سان فيرناندو فالي فترة قصيرة بعد الحرب العالمية الثانية.

عاشت المدينة في عام 1992 صدامات دموية على خلفية قضية رودني كينغ السائق الأسود الذي اعتدي عليه من طرف أربعة رجال بيض من شرطة لوس أنجلوس، وقد صورت تلك العملية بالفيديو وتمت محاكمة المتهمين في القضية في محكمة بوادي سيمي تحت ضغوطات كبيرة وتغطية اعلامية مكثفة 
و عند تبرئة المتهمين من طرف هيئة المحكمة ذات الغالبية البيضاء، انفجرت موجة من الغضب في أوساط سود المدينة وخصوصاً في حي ساوث سنترال الفقير. وادت المصادمات العرقية إلى مقتل 55 شخصاً وجرح 2000  وخسائر بمليارات الدولارات ولم تتم السيطرة على أعمال الشغب الا عند تدخل الحرس الوطني الأمر الذي لم تعرفه الولايات المتحدة منذ ستينات القرن العشرين.

و في 1994 ضرب زلزال بقوة 6.6 المدينة مؤدياً إلى خسائر بشرية ومادية في نورثريدج.

برزت عدة محاولات إلى فصل مناطق هوليود وسان فيرناندو فالي عن المدينة كان اَخرها في 2002  دون نجاح. واليوم تمثل الهجرة ودمج الأقليات التي زادت نسبتها الديمغرافية واعادة التنمية العمرانية الشواغل الرئيسية لمسؤولي المدينة ومسيريها.

## الجغرافيا

### المناخ
تتمتع لوس أنجلوس بمناخ متوسطي نصف جاف حيث ان شتائه معتدل البرودة ورطب بينما يكون الصيف حاراً وجافاً. وتكون الشمس مشرقة بمعدل 320 يوماً في السنة تقريباً ويقارب ذلك نفس المعدل في بقية مدن السن بلت (الحزام الشمسي الأمريكي).
تقوم الرياح القادمة من المحيط الهادئ بتلطيف الأجواء صيفاً وشتائاً، ولكنه كلما ابتعدنا نحو شرق المدينة يتناقص التأثير الملطف للمحيط وللرياح البحرية وارتفعت درجات الحرارة بمعدل طفيف.
وقد سجلت أكبر درجة حرارة في المدينة في سبتمبر 2010 حين وصلت إلى 45 درجة س (113 ف)  بينما سجل أكبر انخفاض لدرجة الحرارة في يناير 1949 حين انخفضت إلى 2.2 درجة مئوية تحت الصفر. ويقدر متوسط درجة الحرارة ب19.5 درجة مئوية.
وترتفع درجات الحرارة خلال شهري أغسطس وسبتمبر وذلك بسبب هبوب رياح موسمية هابطة تسمى «سانتا آنا» على جنوب كاليفورنيا مما يسبب ارتفاعاً حرارياً يتجاوز احياناً ال40 درجة مئوية.
وتتساقط الأمطار عموماً خلال فصلي الشتاء والربيع، وينفرد شهري يناير وفبراير بكونهما الشهران الأكثر رطوبة من بين أشهر السنة.

### الموقع

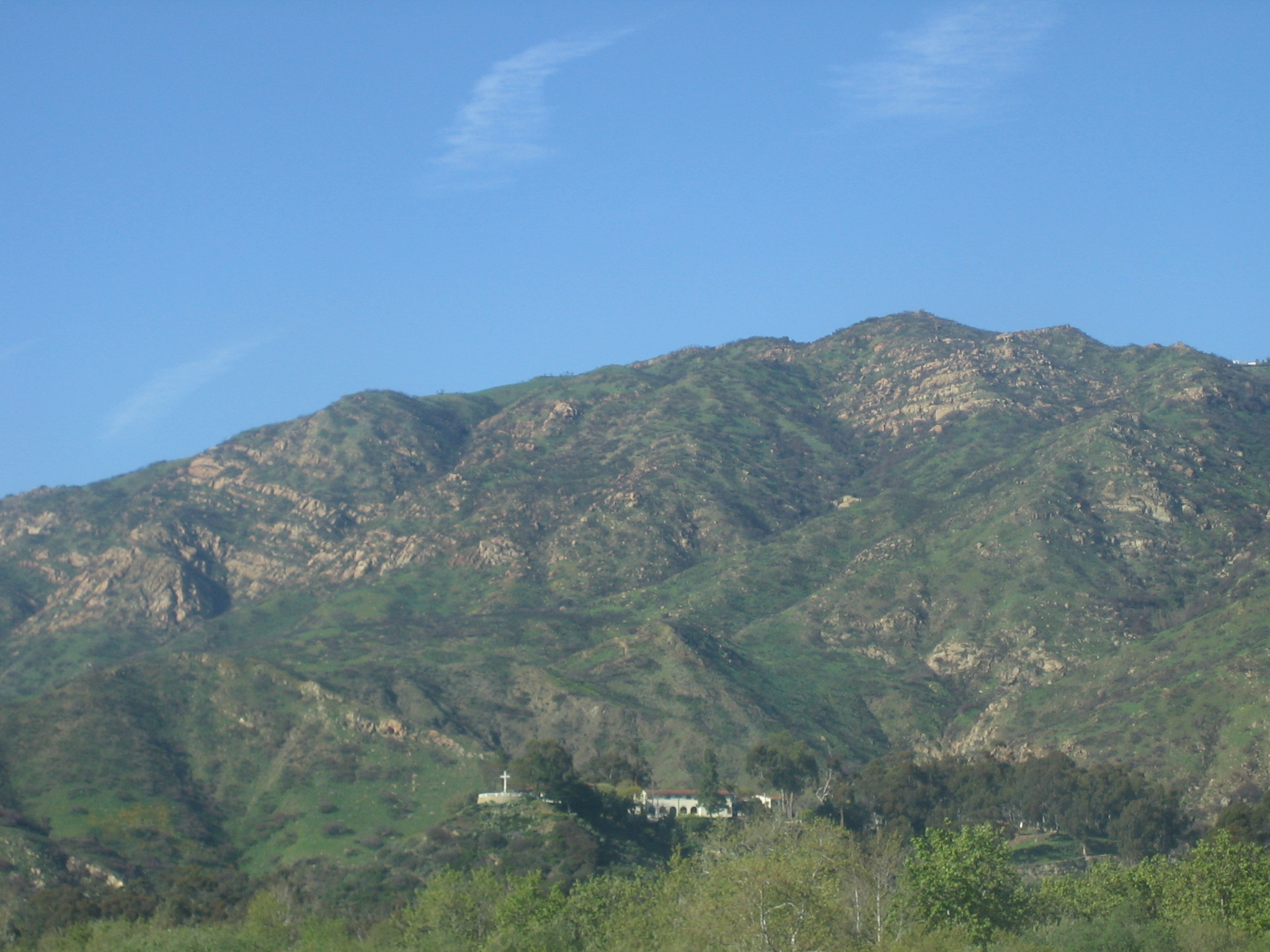
جبال سانتا مونيكا

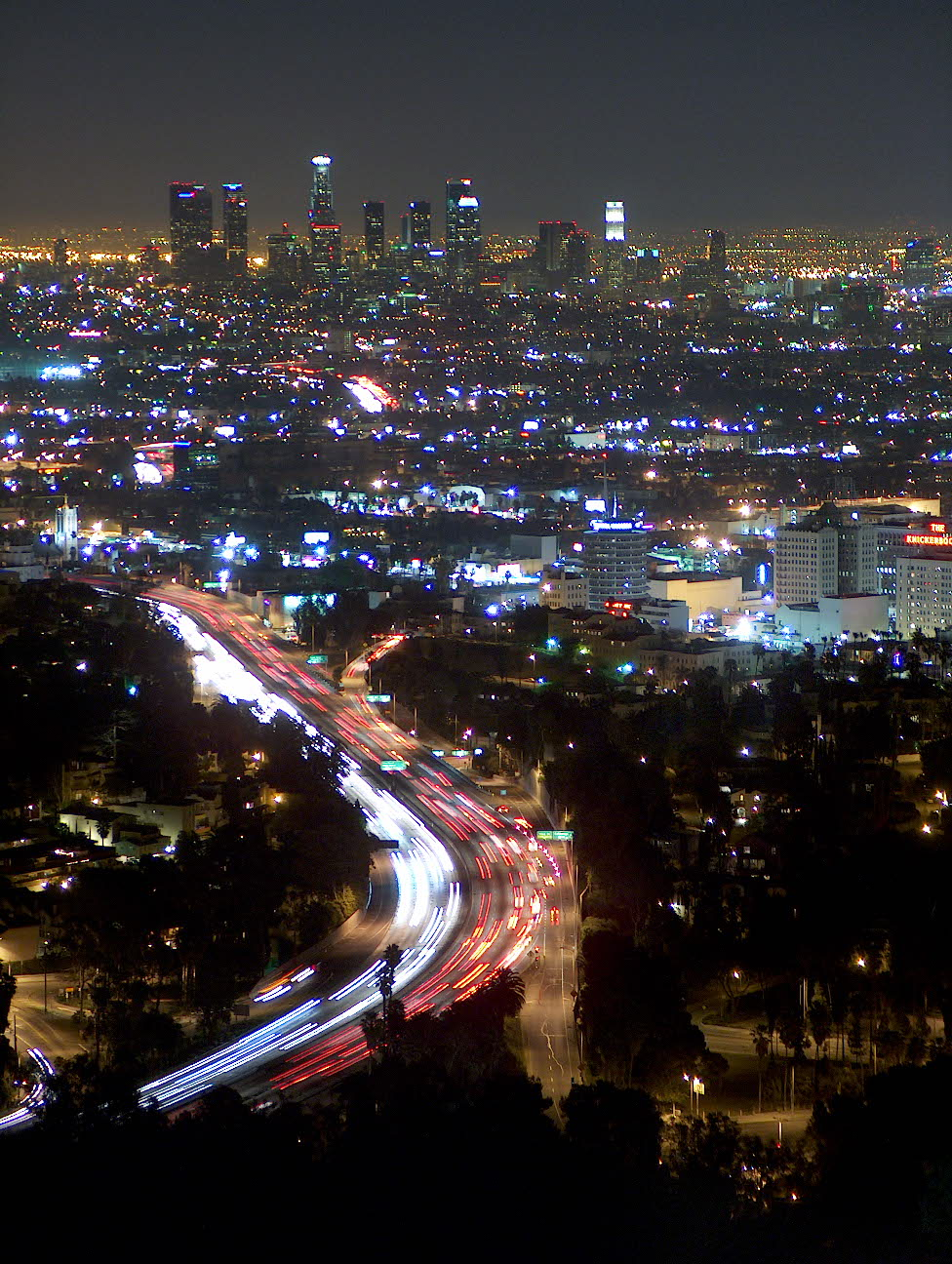
مشهد عام لناطحات السحاب وسط المدينة والطريق السيار المؤدي إليها

تقع منطقة لوس أنجلوس في جنوب كاليفورنيا ويحدها شمالاً جبال سان غابرييل وجنوباً وغرباً المحيط الهادي وتتمتع المنطقة بطبيعة متنوعة فسواحلها متكونة من الرمال البيضاء وتمتد عبر خليجي سانتا مونيكا وسان بيدرو مما يجعلها ثالث مدينة في العالم من حيث طول السواحل الرملية بعد ريو دي جانيرو وبيرث. تحتل المدينة جزءاً من حوض لوس أنجلس وتمتد المدينة لتشمل سهلاً ساحلياً ذو غطاء نباتي متنوع، وجزءا كبيراً من وادي «سان فيرناندو» والتي تفصلها عنه هضاب عالية وهي جبال سانتا مونيكا.
يمثل نهر لوس أنجلوس المجرى المائي الرئيسي في المدينة، وهو نهر صغير يأخذ مجراه من منبع في وادي سان فيرناندو عابراً الجزء الأكبر من المدينة ليصب في المحيط الهادي.
تمتد المدينة على مساحة 1290,6 كم2 بما فيها 75.5 كم2 أي 5.86% مسطحات مائية. يبلغ طول المسافة من أقصى شمال المدينة إلى جنوبها 71 كم، بينما تبلغ مسافة شرق المدينة إلى غربها حوالي 47 كم، ويبلغ محيط المدينة 550 كم. وبحسب مكتب تعداد الولايات المتحدة، فان لوس انجلوس هي المدينة السابعة في الولايات المتحدة من حيث المساحة.
وأعلى قمة في المقاطعة هي قمة «سيستر ايلسي بيك» ويبلغ ارتفاعها 1548 م.
اما الغطاء النباتي في منطقة لوس أنجلوس فهو غطاء متنوع، وهي المنطقة الأصلية لفصائل نباتية مثل خشخاش كاليفورنيا وأنواع أخرى من الخشخاشية والورديات.
تتمتع لوس أنجلوس بنظام إيكولوجي متنوع بفضل توفر الكثبان الرملية والشواطئ والجبال والأنهار رغم أن بعض الأنواع النباتية النادرة بالمنطقة مهددة بالانقراض مثل «عباد شمس كاليفورنيا» أو انها انقرضت فعلاً.
تحتوي مدينة لوس انجلوس على 379 منتزه بمساحة اٍجمالية تقدر ب63,5 كم مربع بما في ذلك منتزه غريفيث الذي يعد عالمياً أكبر منتزه داخل حيز جغرافي لأي مدينة.
وقد تم إنشاء أول منتزه داخل المدينة سنة 1781 قرب مبنى «ال بويبلو» التاريخي قرب «يونيون ستيشن».

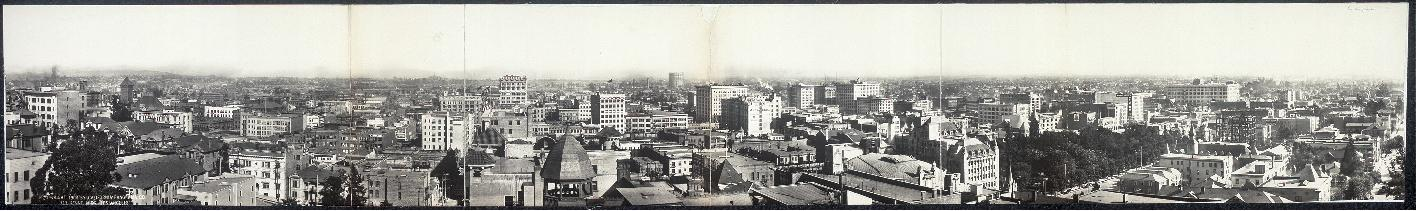
منظر عام لمدينة لوس أنجلوس في سنة 1908

## الثقافة

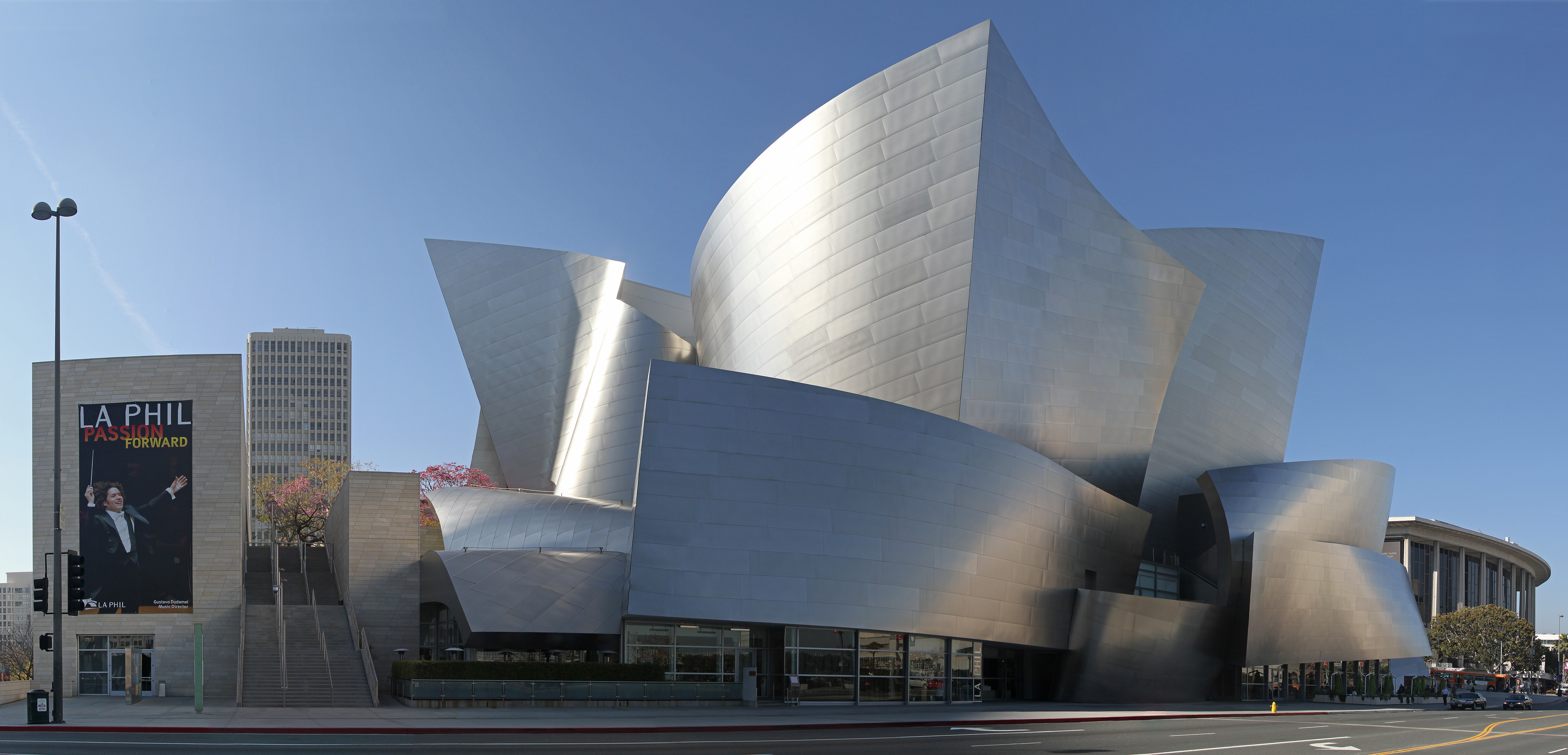
مبنى قاعة حفلات والت ديزني في لوس أنجلوس

هولييوود

كثيرًا ما كانت تُعرف لوس أنجلوس بأنها "عاصمة الإبداع في العالم"، وذلك بسبب أن واحدًا من كل ستة أشخاص من سكانها يعملون بالصناعات الإبداعية. وحسب ما ذكره معهد يو إس سي للإبداع، "هناك فنانون، وكتاب، وصناع أفلام، وممثلون، وراقصون، وعازفون يعيشون ويعملون في لوس أنجلوس أكثر من أي مدينة أخرى في العالم على مر الزمان في تاريخ الحضارة.

## تعليم

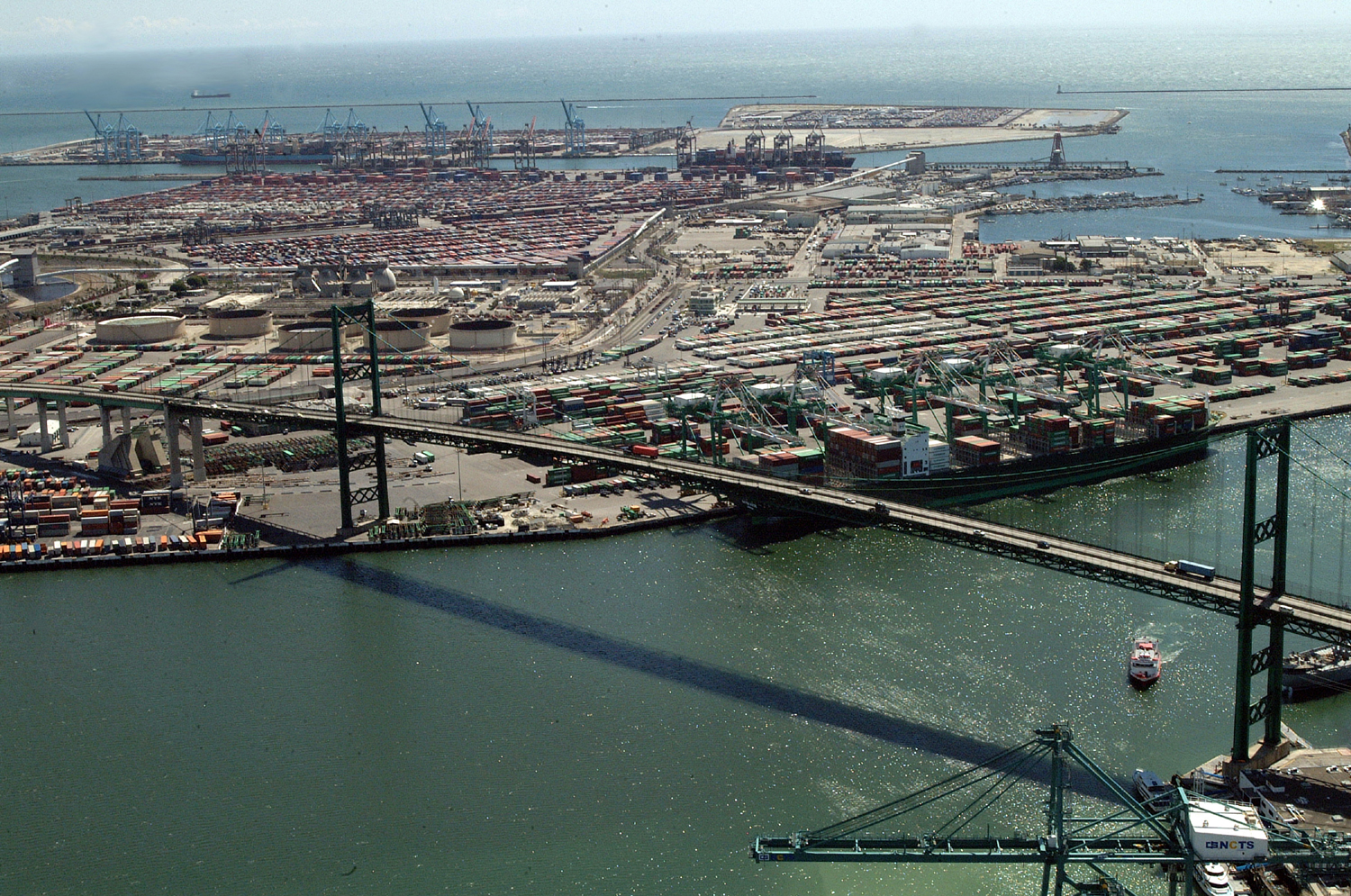
جسر فینسنت توماس في لوس أنجلوس.

## توأمة المدينة
| - أوكلاند (نيوزيلاند) - مكسيكو سيتي (المكسيك) - مومباي (الهند) - ناغويا (اليابان) - بوسان (كوريا الجنوبية) - سانت بطرسبرغ (روسيا) - سالفادو (البرازيل) - سبليت (كرواتيا) - مانيلا (الفلبين) - بيروت (لبنان) - لوساكا، زامبيا (1968) | - برلين (ألمانيا) - تايبي (تايوان) - بوردو (فرنسا) - قوانغتشو (الصين) - جاكارتا (أندونيسيا) - كاوناس (ليتوانيا) - يريفان (أرمينيا) - فانكوفر (كندا) - سان سلفادور (إلسلفادور) - إسكيا (إيطاليا) - وارزازات (المغرب) |

## معرض صور

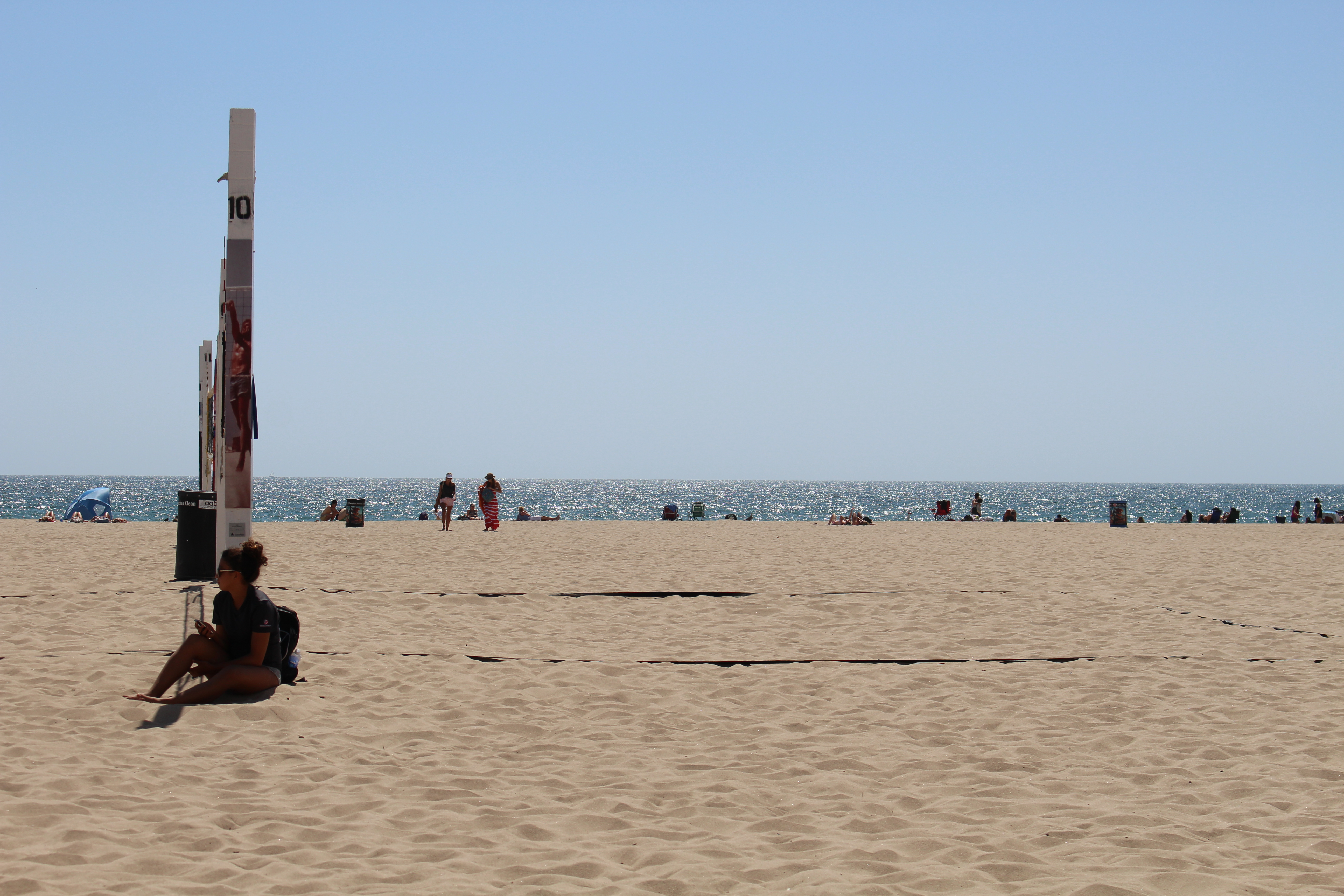
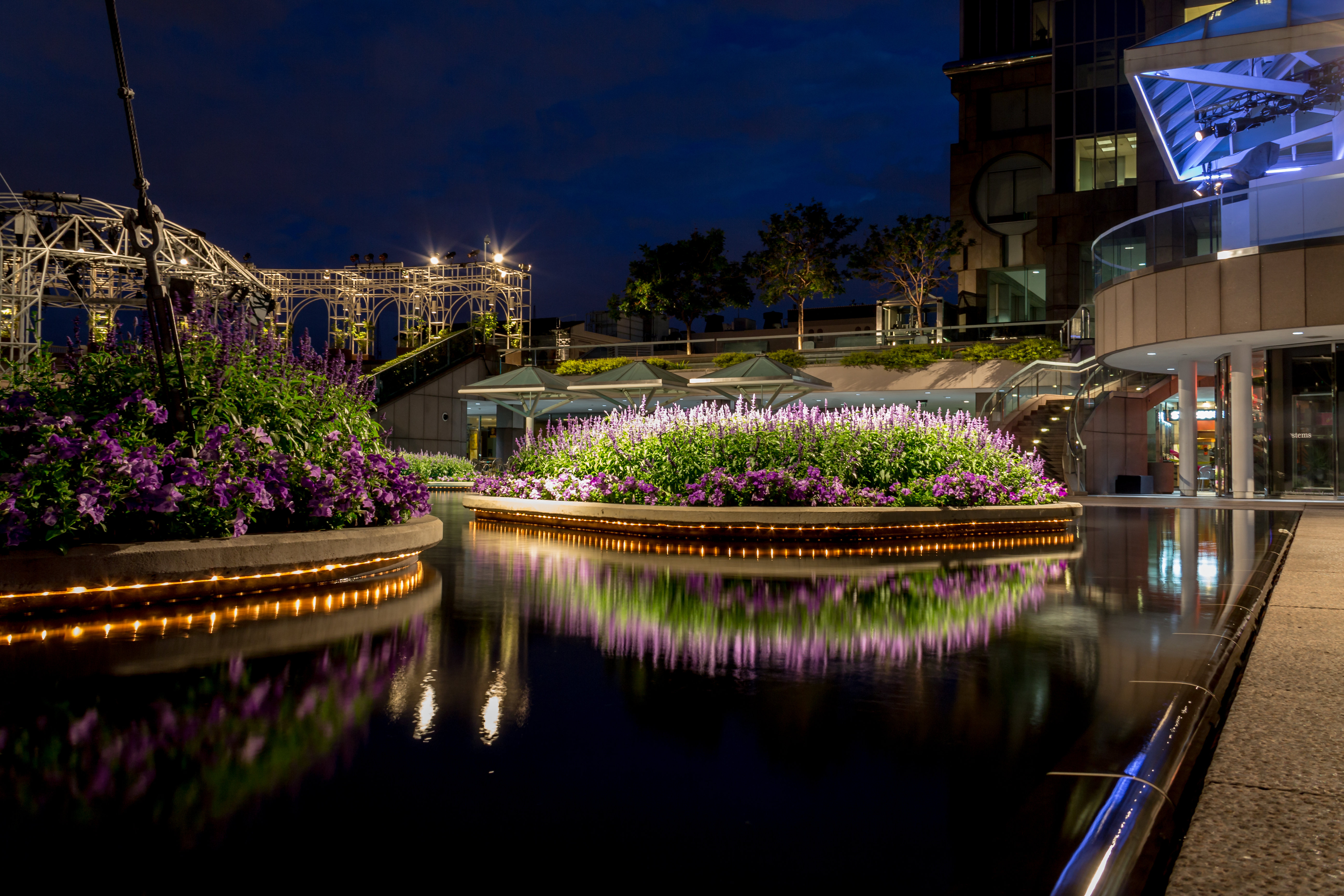
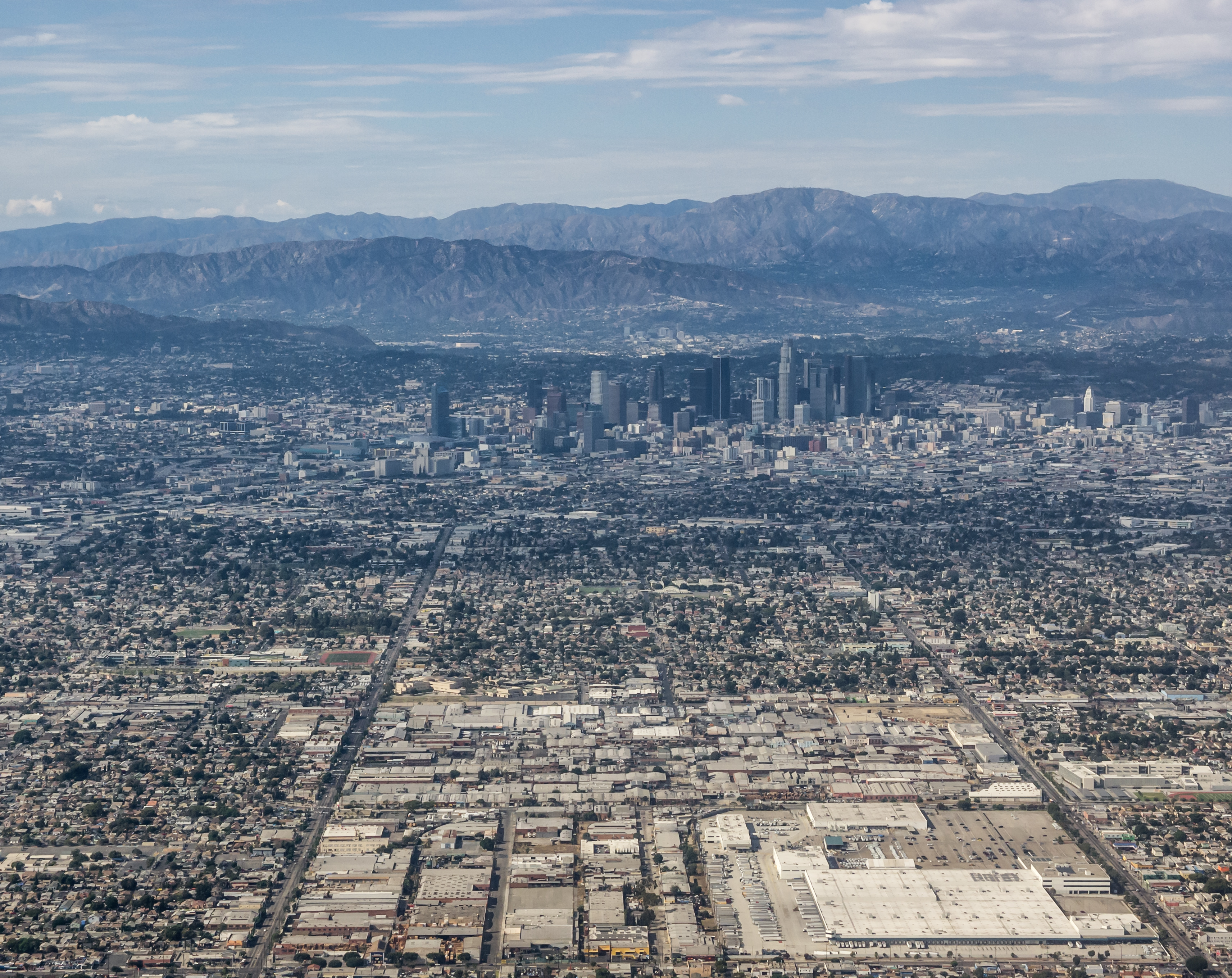
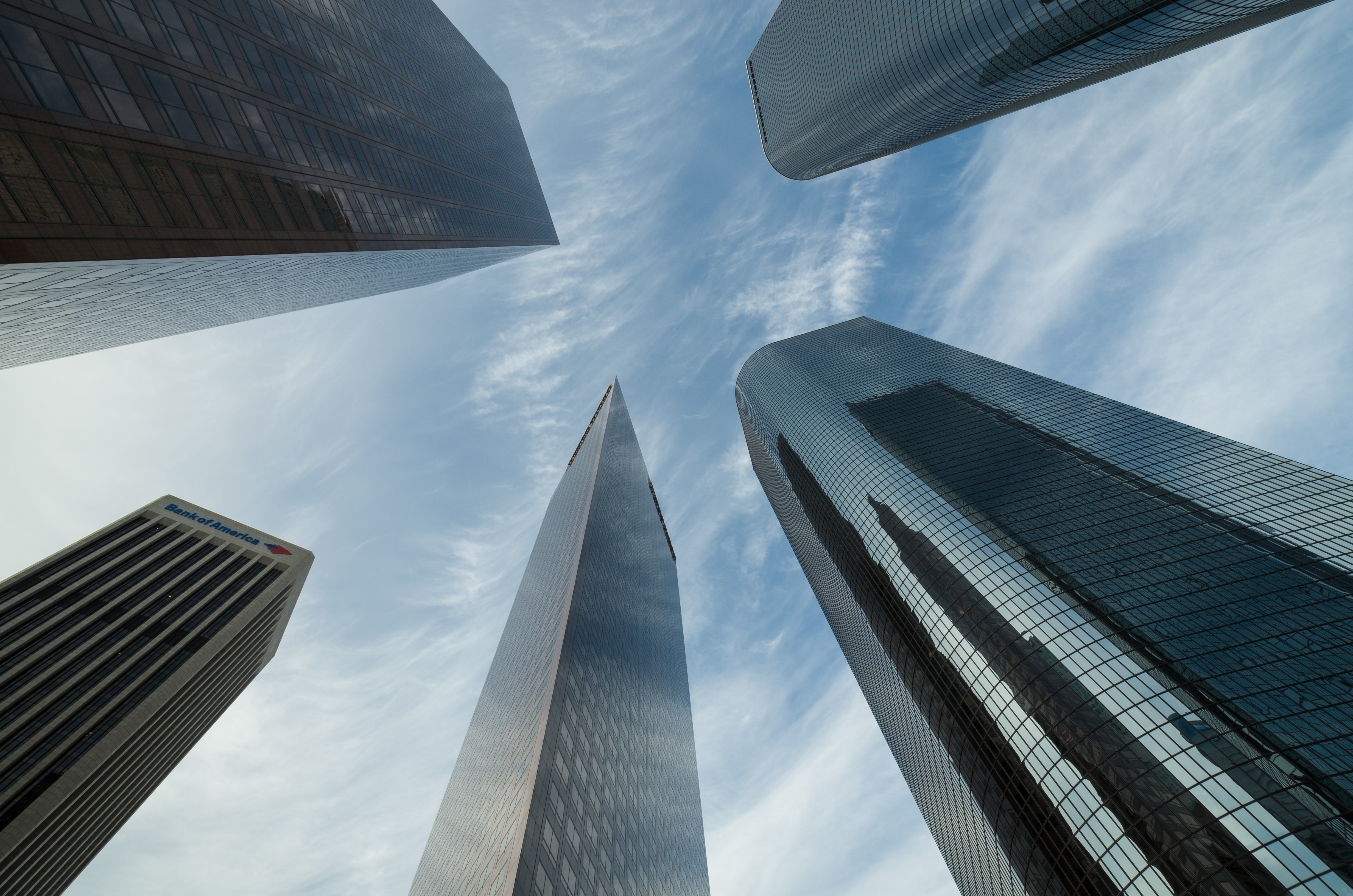
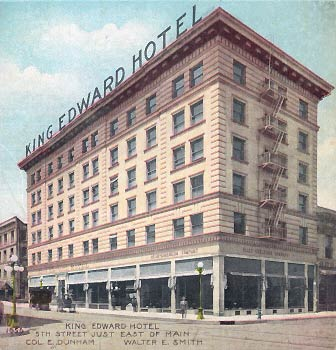
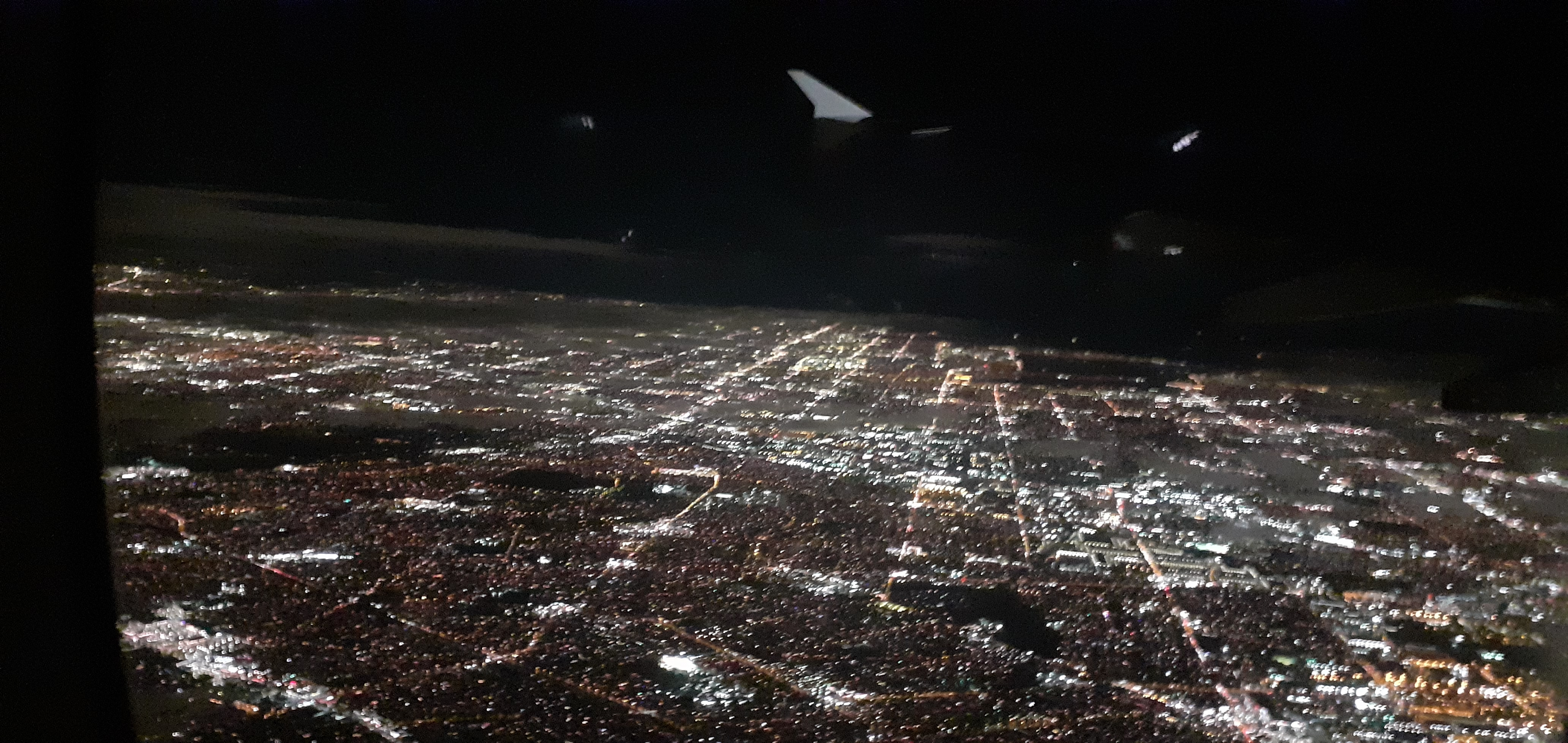
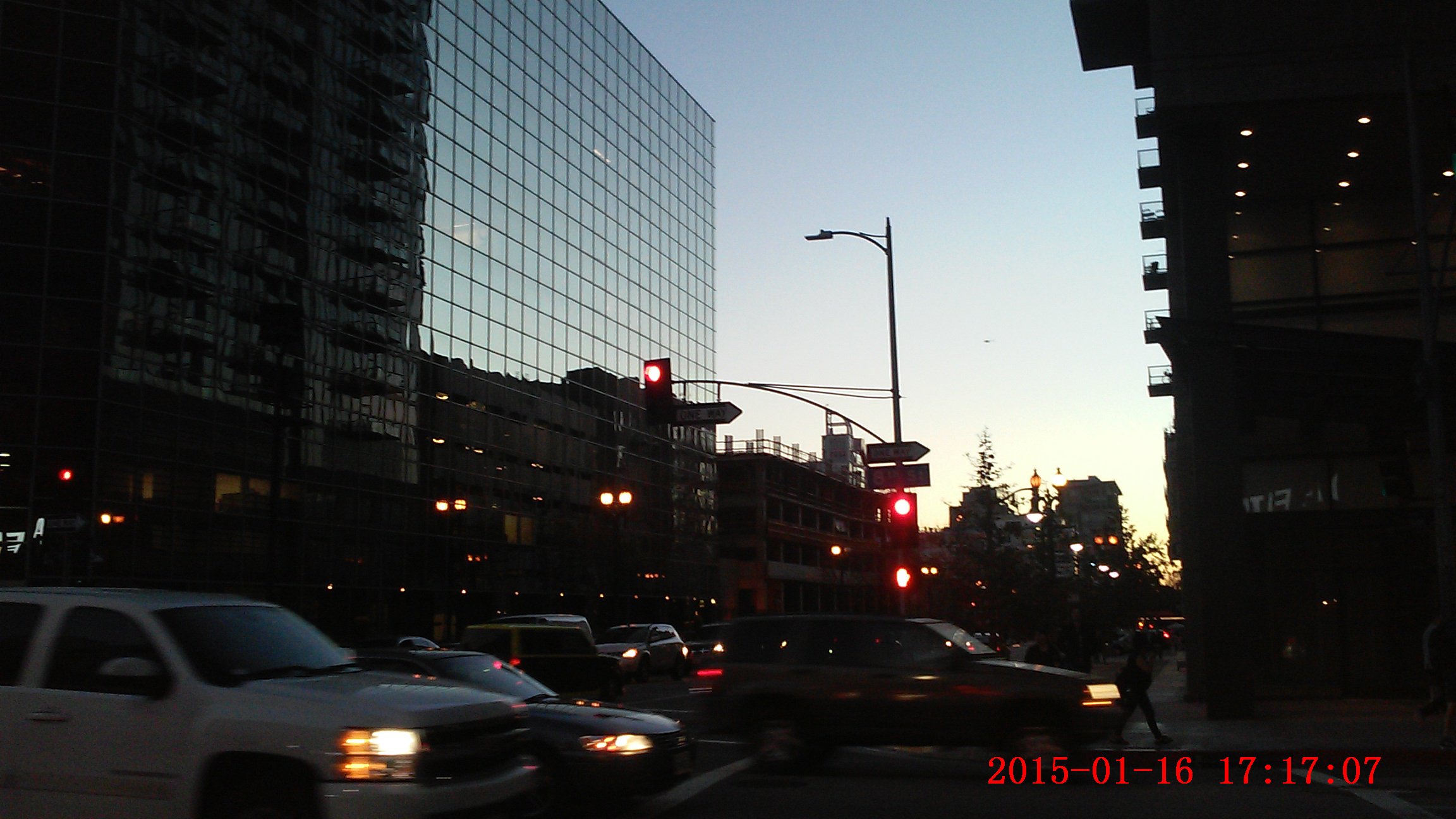
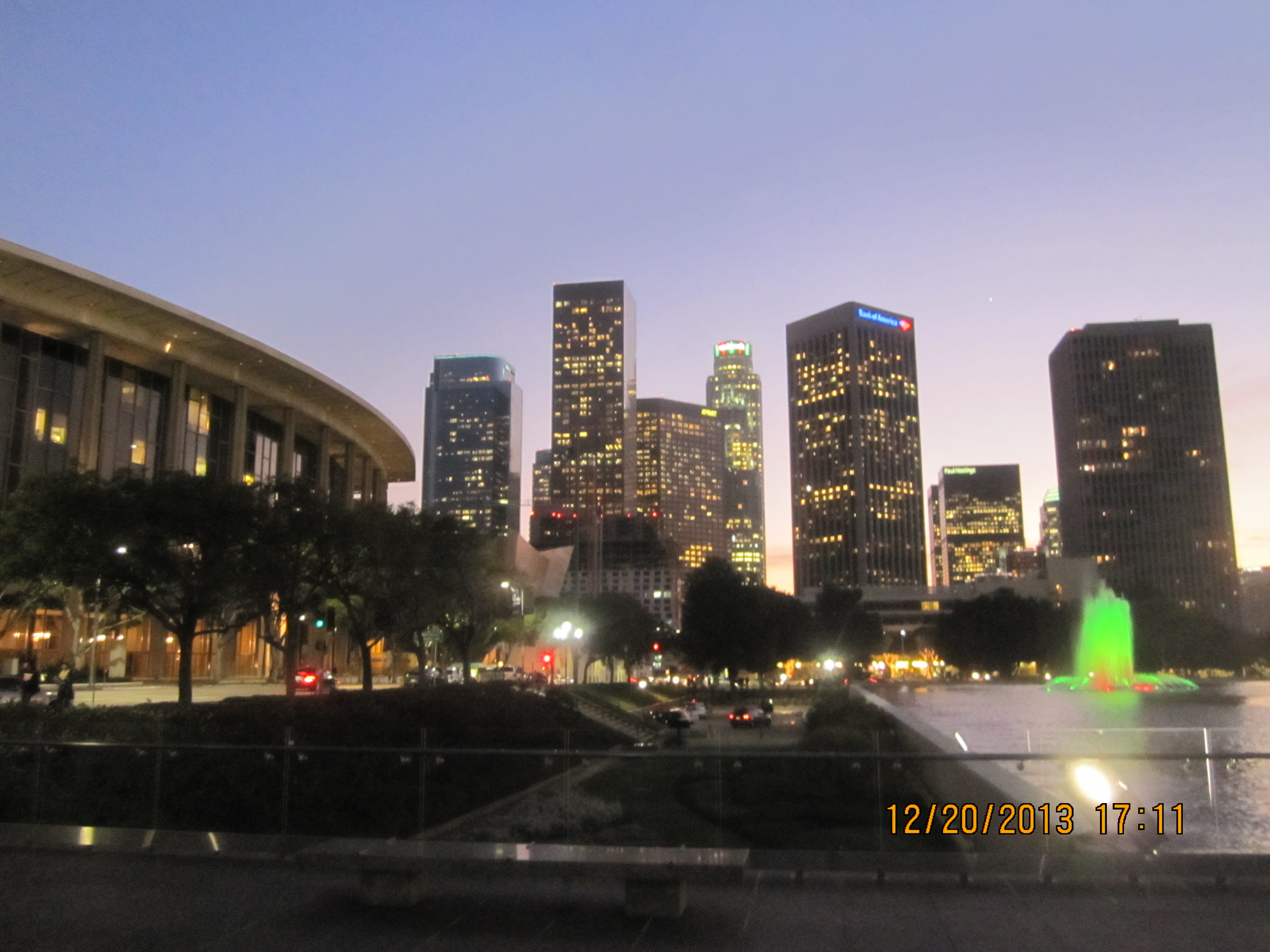
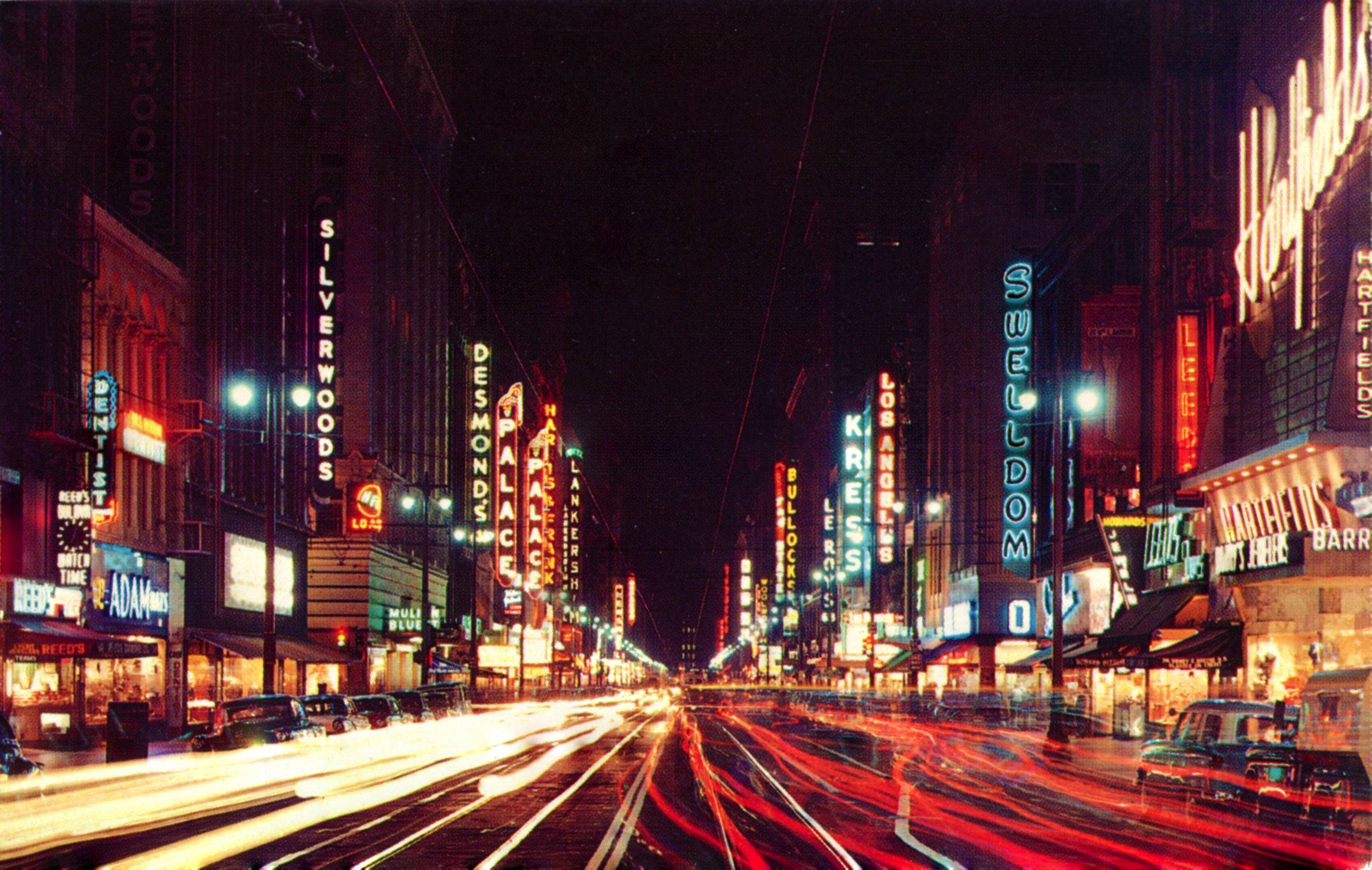
لوس أنجلس 1950

## وصلات خارجية
- لوس أنجلوس على موقع الموسوعة البريطانية (الإنجليزية)